# Vichy Laboratoires
Vichy Laboratoires – francuska firma założona w 1931 roku, produkująca produkty kosmetyczne. Obecnie jedna z marek koncernu L’Oréal.

## Produkty Vichy
W ofercie Vichy znajdują się między innymi:
- kremy do twarzy
- balsamy do ciała
- szampony
- podkłady, pudry
- produkty do oczyszczania cery (toniki, mleczka)
- kremy z filtrami UV